# Romanze senza parole (Mendelssohn)

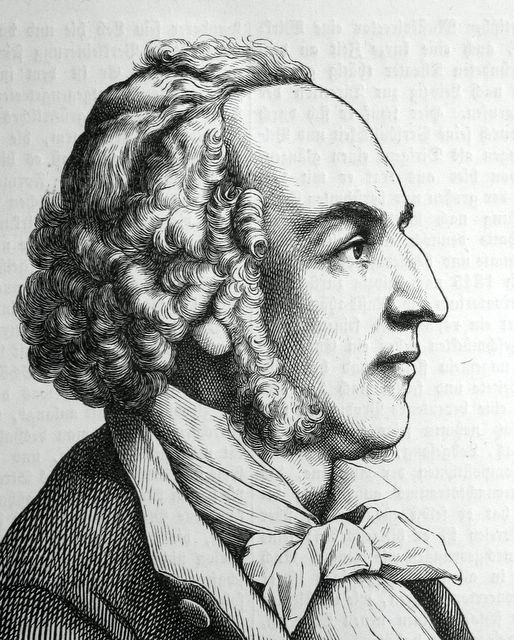
Felix Mendelssohn Bartholdy

Le Romanze senza parole (titolo originale tedesco: Lieder ohne Worte) sono 48 brevi brani per pianoforte composti da Felix Mendelssohn tra il 1829 ed il 1845.
Furono pubblicate in otto raccolte di sei brani ciascuna.

## Composizione e ricezione
Gli otto volumi di Lieder furono scritti in vari momenti della vita del compositore e pubblicati separatamente. I brani richiedono una tecnica accessibile: ciò ha contribuito a rendere questi pezzi popolari in un periodo in cui l'utilizzo del pianoforte era molto diffuso nelle classi borghesi. I pezzi sono spesso in tempo ternario. 
Il primo volume fu pubblicato dalle edizioni Novello a Londra nel 1832. Inizialmente si chiamava Melodie Originali per il Pianoforte. I pezzi ivi contenuti sono di genere romantico e hanno una breve durata. L'elemento innovativo è il fatto che questi pezzi fossero senza parole. Probabilmente delle simili composizioni di Fanny, la sorella del compositore, diedero ispirazione a Mendelssohn.
Mendelssohn scrisse altre romanze senza parole che non incluse in questi volumi. Esse sono state pubblicate recentemente.
Nel 2008 il pianista italiano Roberto Prosseda ha registrato per la Decca un totale di 56 Lieder. Alcuni di essi non erano mai stati registrati prima.
Altri compositori, su ispirazione di Mendelssohn, scrissero pezzi simili. Tra di essi si ricordano Charles Valentin Alkan, Anton Rubinstein, Ignaz Moscheles, Edvard Grieg e Mykola Lysenko. Nel 1924, poco prima di morire, Ferruccio Busoni, che aveva una grande stima del compositore, s'interessò ai Lieder e progettò di suonarli in una serie di concerti a Londra.

### Primo volume, Op. 19b
Fu composto tra il 1829 e il 1830. Molti dei titoli citati furono dati dal compositore. Alcuni di quelli presenti nelle altre edizioni probabilmente non sono suoi. I primi tre pezzi furono usati da Liszt per scrivere il Grande Pezzo da Concerto sulle romanze senza parole di Mendelssohn (Grosses Konzertstück über Mendelssohns Lieder ohne Worte) per due pianoforti nel 1834, che eseguì con una sua allieva nell'aprile 1835.
- Andante con moto in Mi maggiore
- Andante espressivo in La minore
- Molto allegro e vivace in La maggiore
- Moderato in La maggiore
- Poco agitato in Fa diesis minore
- Andante sostenuto in Sol minore ("Venezianisches Gondellied", Gondoliera Veneziana)

### Secondo volume, Op. 30
Fu composto tra il 1833 e il 1834 e dedicato ad Elisa von Woringen.
- Andante espressivo in Mi bemolle maggiore
- Allegro di molto in Si bemolle minore, scritto per la sorella Fanny per festeggiare la nascita di suo figlio, nel 1830
- Adagio non troppo in Mi maggiore
- Agitato e con fuoco in Si minore
- Andante grazioso in Re maggiore
- Allegretto tranquillo in Fa diesis minore ("Venezianisches Gondellied")

### Terzo volume, Op. 38
Fu scritto tra il 1836 e il 1837 e dedicato a Rosa von Woringen.
- Con moto in Mi bemolle maggiore
- Allegro non troppo in Do minore
- Presto e molto vivace in Mi maggiore
- Andante in La maggiore
- Agitato in La minore
- Andante con moto in La bemolle maggiore ("Duetto")

Il Duetto fu composto nel giugno 1836 a Francoforte, poco tempo dopo aver incontrato la sua futura moglie.

### Quarto volume, Op. 53
Fu composto tra il 1839 e il 1841 e dedicato a Sophia Horsley.
- Andante con moto in La bemolle maggiore
- Allegro non troppo in Mi bemolle maggiore
- Presto agitato in Sol minore
- Adagio in Fa maggiore
- Allegro con fuoco in La minore ("Volkslied", Canzone Popolare)
- Molto Allegro vivace in La maggiore

### Quinto volume, Op. 62
Fu scritto tra il 1842 e il 1844 e dedicato a Clara Schumann. Molti di questi pezzi e qualche altro Lied furono arrangiati dal compositore per due pianoforti. Il lavoro fu presentato alla Regina Vittoria.
- Andante espressivo in Sol maggiore
- Allegro con fuoco in Si bemolle maggiore
- Andante maestoso in Mi minore ("Trauermarsch")
- Allegro con anima in Sol maggiore
- Andante con moto in La minore ("Venezianisches Gondellied")
- Allegretto grazioso in La maggiore ("Frühlingslied", Canzone Primaverile o "Camberwell Grenn")

Cambrewell Green è il nome di un luogo londinese in cui Mendelssohn compose il pezzo mentre si trovava con i Benneckes, i parenti di sua moglie.

### Sesto volume, Op. 67
Fu composto tra il 1843 e il 1845, e dedicato a Sophie Rosen.
- Andante in Mi bemolle maggiore
- Allegro leggero in Fa diesis minore
- Andante tranquillo in Si bemolle maggiore
- Presto in Do maggiore ("Spinnerlied", noto anche come "Il Matrimonio dell'Ape")
- Moderato in Si minore
- Allegro non troppo in Mi maggiore

### Settimo volume, Op. 85
Fu composto tra il 1844 e il 1845 e pubblicato postumo.
- Andante espressivo in Fa maggiore
- Allegro agitato in La minore
- Presto in Mi bemolle maggiore
- Andante sostenuto in Re maggiore
- Allegretto in La maggiore
- Allegretto con moto in Si bemolle maggiore

### Ottavo volume, Op. 102
Fu composto tra il 1842 e il 1845 e pubblicato postumo.
- Andante un poco agitato in Mi minore
- Adagio in Re maggiore
- Presto in Do maggiore
- Un poco agitato, ma andante in Sol minore
- Allegro vivace in La maggiore
- Andante in Do maggiore